# 새와 나무
《새와 나무》는 1984년 2월 25일에 방영된 TV문학관이다.

## 줄거리
먼 길을 가던 한 나그네(박근형)는 숲 속을 지나다가 마치 나무처럼 서 있는 한 남자(이순재)를 발견한다. 그는 그 숲의 주인으로 이전부터 그래왔던 것처럼 나그네를 정중히 자신의 집으로 안내하여 식사를 대접하고 잠자리를 제공한다. 식사 후 그 남자는 나그네에게 자신의 이야기를 들려준다. 그는 황금만능주의 풍조에 혐오감을 느끼고 다만 나무를 심고 돌보기만 하는 일을 반복하는데...

## 출연
- 이순재
- 박근형
- 이치우
- 반효정
- 주현
- 안영주
- 이현두
- 김효원
- 정인숙
- 조인표
- 주덕호